# Tordenc lleonat

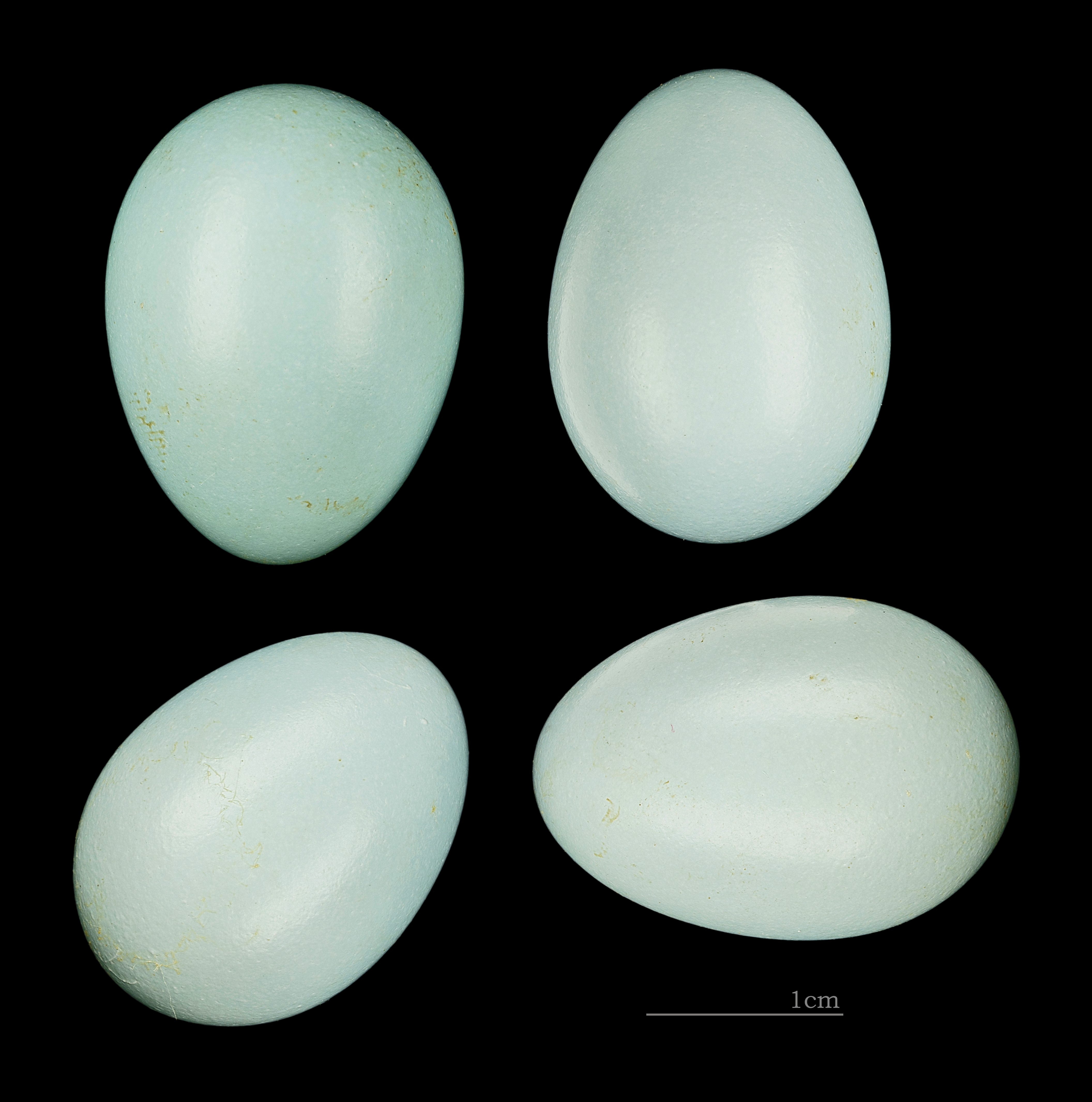
Turdoides fulva fulva

El tordenc lleonat o garsa bruna rogenca (Argya fulva) és una espècie d'ocell de la família dels leiotríquids (Leiothrichidae), que habita l'Àfrica Septentrional.

## Morfologia
- Fa una llargària d'aproximadament 25 cm, amb una envergadura de 27 - 30,5 cm i un pes 46-70 g.
- Sense dimorfisme sexual. La seva llarga cua, sovint roman vertical.
- Bec lleugerament corbat i gairebé negre. Potes marrons.

## Hàbitat i distribució
Habita zones àrides des del Marroc i Mali, fins al Mar Roig.

## Llistat de subespècies
Se n'han descrit quatre subespècies dins aquesta espècie:
- Turdoides fulva fulva Desfontaines, 1789. Des del nord d'Algèria fins a Tunis i el nord-oest de Líbia.
- Turdoides fulva maroccana Lynes, 1925. Sud del Marroc, zona adjacent d'Algèria i sud-oest de Líbia.
- Turdoides fulva buchanani Hartert, 1921. Des del sud-est d'Algèria i Mali fins a Níger i Txad central.
- Turdoides fulva acaciae Lichtenstein, 1823. Des del nord de Txad i Sudan fins al nord d'Eritrea.